# Pourouma cordata
Pourouma cordata är en nässelväxtart som beskrevs av C.C.Berg. Pourouma cordata ingår i släktet Pourouma och familjen nässelväxter. Inga underarter finns listade i Catalogue of Life.